# World-Inline-Cup 2003
Der World-Inline-Cup 2003 wurde für Frauen und Männer an 12 Stationen ausgetragen. Der Auftakt fand am 13. April 2003 in Seoul und das Finale am 27. September 2003 in Berlin statt.

## Frauen
| WIC                                                     | Ort              | Sieg                          | Platz 2                        | Platz 3                          |
| ------------------------------------------------------- | ---------------- | ----------------------------- | ------------------------------ | -------------------------------- |
| Top-Class 13. April                                     | Seoul            | Jessica Smith Verducci        | Adelia Marra Fila              | Laura Lombardo Roces             |
| Top-Class 27. April                                     | Hamburg-Marathon | Adelia Marra Fila             | Andréa Haritchelhar Roces      | Jessica Smith Verducci           |
| Top-Class 03. Mai                                       | Basel            | Angèle Vaudan Saab-Salomon    | Adelia Marra Fila              | Theresa Cliff Verducci           |
| Top-Class 18. Mai                                       | Rennes           | Pia Knecht Saab-Salomon       | Laura Lombardo Roces           | Nathalie Barbotin Saab-Salomon   |
| Class 2 23.–25. Mai                                     | Hüfingen         | Silvia Niño Rollerblade       | Tanja Dobbin Rollerblade       | Sabrina Rossow Saab-Salomon Devo |
| Top-Class 15. Juni                                      | Nizza            | Jessica Smith Verducci        | Ashley Horgan Rollerblade      | Nathalie Barbotin Saab-Salomon   |
| Top-Class 22. Juni                                      | Zürich           | Jessica Smith Verducci        | Cecilia Baena                  | Alessandra Susmeli               |
| Top-Class 28. Juni                                      | Engadin          | Cecilia Baena                 | Jessica Smith Verducci         | Theresa Cliff Verducci           |
| Europameisterschaften in Padua, 26. Juli bis 2. August  |                  |                               |                                |                                  |
| Class 2 17. August                                      | Biel             | Laura Lardani Rollerblade     | Nathalie Barbotin Saab-Salomon | Pia Knecht Saab-Salomon          |
| Top-Class 13. September                                 | Duluth           | Julie Glass Powerslide Racing | Jessica Smith Verducci         | Theresa Cliff Verducci           |
| Top-Class 20. September                                 | Wien             | Jessica Smith Verducci        | Nathalie Barbotin Saab-Salomon | Angèle Vaudan Saab-Salomon       |
| Top-Class 27. September                                 | Berlin-Marathon  | Julie Glass Powerslide Racing | Jessica Smith Verducci         | Laura Lardani Rollerblade        |
| Weltmeisterschaften in Barquisimeto, 2. bis 9. November |                  |                               |                                |                                  |

| Rang | Name                | Team         |
| ---- | ------------------- | ------------ |
| 1    | Jessica Smith       | Verducci     |
| 2    | Adelia Marra        | Fila         |
| 3    | Angèle Vaudan       | Saab-Salomon |
| 4    | Nathalie Barbotin   | Saab-Salomon |
| 5    | Andréa Haritchelhar | Roces        |
| 6    | Theresa Cliff Ryan  | Verducci     |
| 7    | Andrea González     | Roces        |
| 8    | Laura Lombardo      | Roces        |
| 9    | Ashley Horgan       | Rollerblade  |
| 10   | Laura Lardani       | Rollerblade  |

| Rang | Team        |
| ---- | ----------- |
| 1    | Rollerblade |
| 2    | Roces       |
| 3    | Verducci    |

## Männer
| WIC                                                     | Ort              | Sieg                                       | Platz 2                           | Platz 3                          |
| ------------------------------------------------------- | ---------------- | ------------------------------------------ | --------------------------------- | -------------------------------- |
| Top-Class 13. April                                     | Seoul            | Pascal Briand Saab-Salomon                 | Diego Rosero Hyper Race           | Massimiliano Presti Saab-Salomon |
| Top-Class 27. April                                     | Hamburg-Marathon | Massimiliano Presti Saab-Salomon           | Pascal Briand Saab-Salomon        | Franck Cardin Saab-Salomon       |
| Top-Class 03. Mai                                       | Basel            | Pascal Briand Saab-Salomon                 | Jorge Botero Rollerblade          | Kalon Dobbin                     |
| Top-Class 18. Mai                                       | Rennes           | Pascal Briand Saab-Salomon                 | Jorge Botero Rollerblade          | Franck Cardin Saab-Salomon       |
| Class 2 23.–25. Mai                                     | Hüfingen         | Pascal Briand Saab-Salomon                 | Massimiliano Presti Saab-Salomon  | Franck Cardin Saab-Salomon       |
| Top-Class 15. Juni                                      | Nizza            | Christoph Luginbuehl VW-Sport XX           | Pierdavide Romani Saab-Salomon    | Shane Dobbin Rollerblade         |
| Top-Class 22. Juni                                      | Zürich           | Pascal Briand Saab-Salomon                 | Massimiliano Presti Saab-Salomon  | Franck Cardin Saab-Salomon       |
| Top-Class 28. Juni                                      | Engadin          | Arnaud Gicquel Helvetia Patria Rollerblade | Jorge Botero Rollerblade          | Pascal Briand Saab-Salomon       |
| Europameisterschaften in Padua, 26. Juli bis 2. August  |                  |                                            |                                   |                                  |
| Class 2 17. August                                      | Biel             | Massimiliano Presti Saab-Salomon           | Luca Presti Saab-Salomon          | Pierdavide Romani Saab-Salomon   |
| Top-Class 13. September                                 | Duluth           | Juan-Carlos Betancur Saab-Salomon          | Shane Dobbin Rollerblade          | Joshua Wood                      |
| Top-Class 20. September                                 | Wien             | Chad Hedrick                               | Juan-Carlos Betancur Saab-Salomon | Wouter Hebbrecht                 |
| Top-Class 27. September                                 | Berlin-Marathon  | Juan-Carlos Betancur Saab-Salomon          | Massimiliano Presti Saab-Salomon  | Diego Rosero Hyper Race          |
| Weltmeisterschaften in Barquisimeto, 2. bis 9. November |                  |                                            |                                   |                                  |

| Rang | Name                 | Team                        |
| ---- | -------------------- | --------------------------- |
| 1    | Pascal Briand        | Saab-Salomon                |
| 2    | Massimiliano Presti  | Saab-Salomon                |
| 3    | Jorge Botero         | Rollerblade                 |
| 4    | Juan-Carlos Betancur | Saab-Salomon                |
| 5    | Franck Cardin        | Saab-Salomon                |
| 6    | Arnaud Gicquel       | Helvetia Patria Rollerblade |
| 7    | Baptiste Grandgirard | Fila                        |
| 8    | Pierdavide Romani    | Saab-Salomon                |
| 9    | Martin Escobar       | Roces                       |
| 10   | Shane Dobbin         | Rollerblade                 |

| Rang | Team         |
| ---- | ------------ |
| 1    | Saab-Salomon |
| 2    | Rollerblade  |
| 3    | Fila         |